# Death Squared
A Death Squared kooperatív logikai videójáték, melyet az SMG Studio fejlesztett és jelentetett meg. A játék 2017-ben jelent meg Microsoft Windows, macOS, Nintendo Switch, PlayStation 4 és Xbox One, illetve 2018-ban Android és iOS platformokra.

## Fogadtatás
| Összegzőoldal | Értékelés                           |
| ------------- | ----------------------------------- |
| Metacritic    | XONE: 80/100 NS: 78/100 PS4: 72/100 |

| Szerző        | Értékelés |
| ------------- | --------- |
| Nintendo Life | NS: 8/10  |

A Metacritic kritikaösszegző weboldal adatai szerint a Death Squared Nintendo Switch- és Xbox One-verziója „általánosságban kedvező”, míg a PlayStation 4-verziója „megosztott vagy átlagos” kritikai fogadtatásban részesült. Kevin McClusky a Destructoidban közzétett elemzésében pozitív véleménnyel volt a játék Nintendo Switch-verziójáról, megjegyezve, hogy ugyan az egyjátékos mód élvezhető, azonban „sokkal szórakoztatóbb […] a második kontrollert egy másik játékos kezébe nyomni és tanácsokat üvöltözni egymásnak a labirintus megoldása érdekében.” McClusky a pályák kialakítását is dicsérte,  a pályákat „letisztultnak és könnyen érthetőnek” nevezte,  azonban nagyképernyős módban „idegesítően” akadozik a játék, habár ez magára a játékmenetre sosem volt hatással és reménykedik benne, hogy ezt egy későbbi szoftverfrissítéssel ki fogják javítani.
Matthew Mason a Nintendo Life-ban megjelent cikkében 8/10-es pontszámot adott a játékra. Megjegyezte, hogy ugyan a játék „alapjaiban kooperatív”, azonban „hamarosan egyjátékos élményként is játszható lesz” és valaki mellett ülve nézve, ahogy az a játékkal játszik szintén élvezetes élmény.
A játékot jelölték a 2018-as Australian Games Awards „az év ausztrál fejlesztésű játéka” díjára, azonban azt végül a Hollow Knight nyerte el.
A játék Nintendo Switch-kiadásából 1 év alatt 52 000 példányt adtak el.

## Fordítás
- Ez a szócikk részben vagy egészben  a   Death Squared című angol Wikipédia-szócikk ezen változatának fordításán alapul.  Az eredeti cikk szerkesztőit annak laptörténete sorolja fel. Ez a jelzés csupán a megfogalmazás eredetét és a szerzői jogokat jelzi, nem szolgál a cikkben szereplő információk forrásmegjelöléseként.